# Невъзможно твой
Невъзможно твой (на английски: Something's Gotta Give) е американски филм от 2003 г.

## Сюжет
Хари Санборн (Джак Никълсън) е неуморим плейбой с либидо доста по-младо от самия него. Планирал е романтичен уикенд с последното си завоевание, Мерин (Аманда Пийт) в къщата на майка ѝ на Хамптън Бийч, когато получава сърдечен пристъп.
И за него с неохота се налага да се грижи майката на Мерин, Ерика Бари (Даян Кийтън), изтъкната, разведена авторка на пиеси. Междувременно сърцето на Хари продължава да му създава проблеми – вече от романтичен характер – Ерика, жена на прилична възраст, на която той не може да устои.
Но човек трудно се отказва от старите навици. Докато Хари се колебае, неговият очарователен трийсетинагодишен доктор (Киану Рийвс) започва усилено да ухажва Ерика. А Хари, който винаги е въртял света на малкия си пръст, усеща, че животът му става безсмислен.

## Актьорски състав
| Актьор             | Роля                  |
| Джак Никълсън      | Хари Санборн          |
| Даян Кийтън        | Ерика Бари            |
| Киану Рийвс        | доктор Джулиан Мърсър |
| Аманда Пийт        | Марин Клейн           |
| Франсис Макдорманд | Зоуи                  |
| Джон Фавро         | Лио                   |

## Награди и номинации
| Награда                              | Категория                               | Номиниран(и)  | Резултат  |
| ------------------------------------ | --------------------------------------- | ------------- | --------- |
| Награди на филмовата академия на САЩ | Най-добра женска роля                   | Даян Кийтън   | номинация |
| Златен глобус                        | Най-добра актриса в мюзикъл или комедия | Даян Кийтън   | награда   |
| Златен глобус                        | Най-добър актьор в мюзикъл или комедия  | Джак Никълсън | номинация |

## „Невъзможно твой“ В България
На 3 януари 2009 г. Нова телевизия излъчва филма с български дублаж. Дублажът е от Арс Диджитал Студио, чийто име не се споменава. Екипът се състои от:
| Преводач           | Милена Маринова                                                            |
| Редактор           | Венета Маринова                                                            |
| Тонрежисьор        | Валери Точев                                                               |
| Озвучаващи артисти | Ани Василева Христина Ибришимова Татяна Захова Владимир Пенев Даниел Цочев |

На 29 октомври 2011 г. е излъчен с нов дублаж по bTV. Екипът се състои от:
| Преводач            | Елена Илиева                                                                               |
| Тонрежисьор         | Галина Наумова                                                                             |
| Режисьор на дублажа | Здрава Каменова                                                                            |
| Озвучаващи артисти  | Радосвета Василева Лидия Вълкова Гергана Стоянова Стефан Сърчаджиев-Съра Александър Митрев |